# کاتریل اورسلت
کاتریل اورسلت (انگلیسی: Catriel Orcellet؛ زادهٔ ۱۰ مهٔ ۱۹۷۸) بازیکن فوتبال اهل آرژانتین است.
از باشگاه‌هایی که در آن بازی کرده‌است می‌توان به باشگاه فوتبال رئال وایادولید، باشگاه فوتبال آرسنال ساراندی، باشگاه فوتبال بوکا جونیورز، و باشگاه فوتبال لانوس اشاره کرد.